# هاندكناتليكسفلغ كوبافوغور
هاندكناتليكسفلغ كوبافوغور (بالآيسلندية: Handknattleiksfélag Kópavogs) هو نادي كرة قدم آيسلندي تأسس في 1970 ، يقع مقره الرئيسي في كوبافوغور، ويلعب في دوري آيسلندا الممتاز.

## وصلات خارجية
- الموقع الرسمي